# Крістіан Такач
Крістіан Такач (угор. Krisztián Takács, 30 грудня 1985) — угорський плавець.
Учасник Олімпійських Ігор 2004, 2008, 2012, 2016 років.
Призер Чемпіонату Європи з плавання на короткій воді 2011 року.